# Phylica mairei
Phylica mairei är en brakvedsväxtart som beskrevs av Neville Stuart Pillans. Phylica mairei ingår i släktet Phylica och familjen brakvedsväxter. Inga underarter finns listade i Catalogue of Life.